# علي حاج ورسمى
علي حاج ورسمى ( (بالصومالية: Cali Xaaji Warsame)‏ ) رجل أعمال وسياسي صومالي. شغل منصب مدير إدارة ميناء بوصاصو، ثم الرئيس التنفيذي لشركة جولس للاتصالات الصومالية، وشغل منصب وزير التربية والتعليم بحكومة ولاية بونتلاند عام 2014، وترشح للانتخابات الرئاسية في الصومال عام 2017.

## النشأة
ولد علي حاج ورسمة عام 1964 في بلدة سيمدا (بالصومالية: Seemada)‏، التابعة لمقاطعة جريبان بمحافظة مدج بولاية بونتلاند المتمتعة بالحكم الذاتي في شمال شرق الصومال. كان والده الراحل محامياً وقاضياً وسياسياً ومفكراً وزعيما مجتمعيا ودينيا، شارك في الجهود الرامية لنيل الاستقلال في الأربعينات والخمسينات من القرن الماضي. وتنحدر والدته من محافظة سول شمال الصومال.
ينتمي علي حاج ورسمه إلى عشيرة عمر محمود المنحدرة من قبيلة ماجيرتين وصولا إلى دارود.
بدأ دراسته الأكاديمية في مدينة هرجيسا شمال غرب الصومال، ثاني أكبر مدينة في الصومال، وأكمل تعليمه الابتدائي في مدينة جالكعيو مركز محافظة مدج. درس بعد ذلك في المعهد الصومالي للتنمية والإدارة (سيدام)، وحصل على درجة البكالوريوس في إدارة الأعمال والإدارة عام 1990. في عام 2003 حصل على ماجستير إدارة الأعمال في نظم المعلومات الإدارية من الجامعة الأمريكية في لندن.
إلى جانب موطنه الأصلي الصومال، عاش ورسمه وعمل في بلدان مختلفة، بما في ذلك الإمارات العربية المتحدة والمملكة المتحدة. كما يجيد عددًا من اللغات، ويتحدث الصومالية والعربية والإنجليزية بطلاقة.

## حياته المهنية

### بداية العمل
مهنيا، اكتسب علي حاج ورسمة معرفة واسعة وخبرة عملية في التدقيق والمحاسبة وإدارة المالية العامة.
بدأ حياته المهنية كمراقب مالي وإداري لشركة Man and Brothers، المختصة بصناعة تركيب مرافق المياه. عندما اندلعت الحرب الأهلية في الصومال عام 1991، انتقل ورسمه إلى المناطق الشمالية وعاش في ولاية بونتلاند.
انتقل ورسمه لاحقًا إلى الإمارات العربية المتحدة. شغل مناصب إدارية في مؤسسات محلية مختلفة. في الفترة من يونيو 1991 إلى مارس 2012، كان مستشارًا و شريكًا في شركة فالكون أسوشيتس ليمتد. كما شغل منصب مدقق و مسؤول في جهاز أبوظبي للمحاسبة، ومراقبا ماليا في منطقة أبوظبي التعليمية التابعة لوزارة التربية والتعليم في الإمارات العربية المتحدة، ومراجعا في مؤسسة الرضوان للمحاسبة والتدقيق. كما عمل ورسمه كمحاسب في شركة بيستاش التجارية.
بين عامي 2001 و2003، بدأ ورسمه إلقاء المحاضرات في عدد من المؤسسات التعليمية في دولة الإمارات العربية المتحدة. ودرّب موظفي جهاز أبو ظبي للتدقيق على المحاسبة وقانون الأعمال وإعداد التقارير المالية والمحاسبة المالية والمراجعة . كما عمل مدرسا في تطبيقات برامج المحاسبة في المؤسسة الثقافية الصومالية وشركة حتا للكمبيوتر في دبي.
في عام 2012، عاد ورسمه إلى بلاده الصومال، ليصبح الرئيس التنفيذي لشركة جولس للاتصالات. التي تعتبر إحدى أكبر شركات الاتصالات في البلاد، والتي تمتلك 41 فرعًا و 141 مركزًا في كل من بونتلاند وأرض الصومال وغلمدغ، في الفترة ما بين مايو 2012 إلى أكتوبر 2013، وكان مسؤولاً عن الإشراف على الأنشطة الإدارية والمالية، وصياغة السياسات والإجراءات الإداري ، والالتزام بالميزانية التشغيلية والمبادئ التوجيهية المالية، والتنسيق بين جميع أقسام الشركة وأقسامها.
في عام 2013، قدم ورسمه نفسه كمرشح في الانتخابات الرئاسية لعام 2014 في ولاية بونتلاندالصومالية، والتي جرت في 8 يناير 2014 في مدينة جروي عاصمة الولاية. حصل على تأييد نائب رئيس حكومة بونتلاند المؤقت السابق محمد علي يوسف "جاجاب"، الذي انسحب من السباق الرئاسي لصالحه في 2 يناير 2014. وشهدت الجولة الأولى من التصويت إقصاء 8 من أصل 11 متنافسًا على الرئاسة. ليبقى في الجولة الثانية كل من علي ورسمه، والرئيس السابق عبد الرحمن محمود فرولي ورئيس وزراء الصومال السابق عبد الولي محمد علي غاس، وانتقل للجولة الثالثة كل من فرولي وغاس، بعد إقصاء وسمه الذي حصل على 16 صوتًا مقابل 18 صوتًا لغاس و 31 صوتًا لفرولي،ويفوز غاس في الانتخابات الرئاسية.

### وزير التربية والتعليم
في 28 يناير 2014، عين رئيس حكومة ولاية بونتلاند المنتخب عبد الولي غاس، السيد علي ورسمه وزيرًا للتربية والتعليم . إلا أنه أقاله بعدها بسنة ونصف.

## الأعمال الخيرية
إلى جانب الأعمال والسياسة، ساهم ورسمه في العديد من المشاريع الخيرية والمهتمة بالخدمة المجتمعية، ويعتبر شريكا أساسيا في العديد من المنظمات الخيرية في الصومال. كما يقدم دورات تدريبية مجانية، ويعتبر ورسمه أحد أمناء جمعية موردا الخيرية ومقرها المملكة المتحدة، والتي تقدم برامج تدريبية وتعليمية في الخارج.